# Friedhöfe in Innsbruck
Im Stadtgebiet von Innsbruck existieren insgesamt 21 Friedhöfe, welche verschiedenen Rechtsträgern unterstehen: So werden je sieben Friedhöfe vom Magistrat der Stadt Innsbruck, von Einrichtungen der römisch-katholischen Kirche sowie einer Gruppe von diversen Trägern betreut.

## Einteilung
Der Ost- und Westfriedhof werden als städtische „Hauptfriedhöfe“ bezeichnet, in denen Verstorbene jedes Innsbrucker Stadtteils frei nach Wahl beigesetzt werden dürfen. Die fünf weiteren städtischen Friedhöfe in Hötting, Mühlau, Arzl, Amras und Igls sind sogenannte „Sonderfriedhöfe“ für die Beisetzung von Verstorbenen der jeweiligen Stadtteile. Die Hauptverwaltung der städtisch verwalteten Friedhöfe Innsbrucks befindet sich auf dem Westfriedhof, das Krematorium beim Hauptfriedhof Ost. Der Hauptfriedhof Ost ist mit 6,8 ha Fläche auch größter Friedhof der Stadt.
Die nichtstädtischen Friedhöfe gliedern sich in Bundes-, Landes- und Pfarr-Friedhöfe sowie Gedenkstätten. Letztere sind beispielsweise die Landesgedächtnisstätte Tummelplatz und der Soldatenfriedhof Amras, wobei hier keine Beisetzungen mehr stattfinden.

## Liste der Friedhöfe
| Friedhof                     | Alternativname                                  | Stadtteil | Verwaltung                                                        |
| ---------------------------- | ----------------------------------------------- | --------- | ----------------------------------------------------------------- |
| Friedhof Amras               | Städtischer Friedhof Amras                      | Amras     | Magistrat der Landeshauptstadt Innsbruck                          |
| Soldatenfriedhof Amras       |                                                 | Amras     | Österreichisches Schwarzes Kreuz                                  |
| Soldatenfriedhof Tummelplatz | Landesgedächtnisstätte                          | Amras     | Betreuungsverein „Landesgedächtnisstätte Tummelplatz“             |
| Friedhof Arzl                | Städtischer Friedhof Arzl                       | Arzl      | Magistrat der Landeshauptstadt Innsbruck                          |
| Städtischer Friedhof Hötting |                                                 | Hötting   | Magistrat der Landeshauptstadt Innsbruck                          |
| Alter Höttinger Friedhof     | alter Kirchenfriedhof Hötting                   | Hötting   | Privatfirma im Auftrag der röm.-kath. Pfarre Hötting              |
| Höttinger Pfarrfriedhof      | neuer Kirchenfriedhof Hötting                   | Hötting   | Privatfirma im Auftrag der röm.-kath. Pfarre Hötting              |
| Städtischer Friedhof Igls    | neuer Friedhof Igls                             | Igls      | Magistrat der Landeshauptstadt Innsbruck                          |
| Pfarrfriedhof Igls           | alter Friedhof Igls Kirchenfriedhof Igls        | Igls      | römisch-katholische Pfarre Igls-Vill                              |
| Landesfriedhof Mariahilf     | Tiroler Landesfriedhof Pfarrfriedhof Mariahilf  | Hötting   | röm.-kath. Pfarre Innsbruck-Mariahilf im Auftrag des Landes Tirol |
| Pfarrfriedhof St. Nikolaus   | Kirchenfriedhof St. Nikolaus                    | Innsbruck | römisch-katholische Pfarre Innsbruck-St. Nikolaus                 |
| Gedenkstätte Judenbühel      | alter jüdischer Friedhof                        | Mühlau    | Israelitische Kultusgemeinde für Tirol und Vorarlberg             |
| Neuer Friedhof Mühlau        | Städtischer Friedhof Mühlau Mühlauer Friedhof   | Mühlau    | Magistrat der Landeshauptstadt Innsbruck                          |
| Kirchenfriedhof Mühlau       | alter Friedhof Mühlau Pfarrfriedhof Mühlau      | Mühlau    | römisch-katholische Pfarre Mühlau                                 |
| k.u.k. Militärfriedhof Pradl | alter Militärfriedhof Pradler Militärfriedhof   | Pradl     | Burghauptmannschaft Österreich                                    |
| Hauptfriedhof Ost            | Ostfriedhof Pradler Friedhof                    | Pradl     | Magistrat der Landeshauptstadt Innsbruck                          |
| Pfarrfriedhof Vill           | Kirchenfriedhof Vill                            | Vill      | römisch-katholische Pfarre Igls-Vill                              |
| Jüdischer Friedhof           | neuer jüdischer Friedhof                        | Wilten    | Israelitische Kultusgemeinde für Tirol und Vorarlberg             |
| Friedhof Wilten              | neuer Friedhof Wilten Wiltener Gemeindefriedhof | Wilten    | Prämonstratenser-Stift Wilten                                     |
| Hauptfriedhof West           | Westfriedhof Zentralfriedhof                    | Wilten    | Magistrat der Landeshauptstadt Innsbruck                          |
| Pfarrfriedhof Wilten         | alter Friedhof Wilten Kirchenfriedhof Wilten    | Wilten    | römisch-katholische Pfarre Wilten (Wiltener Basilika)             |